# Wapen van Hattem

Wapen van Hattem

Het wapen van Hattem is het wapen van de gemeente  Hattem met op een blauw veld in goud de tweestaartige Gelderse leeuw, met eveneens in goud een toegevoegde ster. De beschrijving luidt:
"In azuur een gekroonde dubbelstaartige leeuw, tussen de staarten vergezeld van een ster, alles van goud. Het schild gedekt met een gouden kroon van vijf bladeren en gehouden door twee leeuwen van natuurlijke kleur."

## Geschiedenis
Het Hattemse wapen is oorspronkelijk het wapen dat na 1339 door de landsheren van hertogdom Gelre werd gevoerd, nadat Gelre van graafschap naar een hertogdom werd verheven. Het is onbekend of de ster een achterliggende betekenis heeft, of enkel ter onderscheid werd toegevoegd. In 1816 werd Hattem bevestigd met het wapen volgens onderstaande beschrijving:
"Van lazuur beladen met een gekroonde klimmende leeuw, onder de staart een zespuntige ster, alles van goud. Het wapen gedekt met een kroon met 5 fleurons, alles van goud en vastgehouden door 2 klimmende leeuwen in hunne natuurlijke kleur."
Het wapen werd nadien nog gewijzigd. Volgens het Koninklijk besluit van 25 november 1991 moest de Hattemse leeuw (weer) als historisch verantwoorde Gelderse leeuw, dubbelstaartig worden. De fout werd begin 1992 officieel hersteld door een verklaring van de Hoge Raad van Adel naar aanleiding van een besluit dat in de gemeenteraad genomen werd. Streekarchivaris Gerrit Kouwenhoven ontdekte dat het wapen historisch niet correct was. Burgemeester Jeronimus Bricheau was destijds vergeten dat de leeuw twee staarten zou moeten hebben. Onbekend is hoe dat ontstaan is; als mogelijke verklaring werd gespeculeerd over de mogelijkheid van een versleten stadszegel dat als basis van de opgave zou hebben gediend.

## Afbeeldingen

Het wapen van polderdistrict Hattem zonder dubbele staart
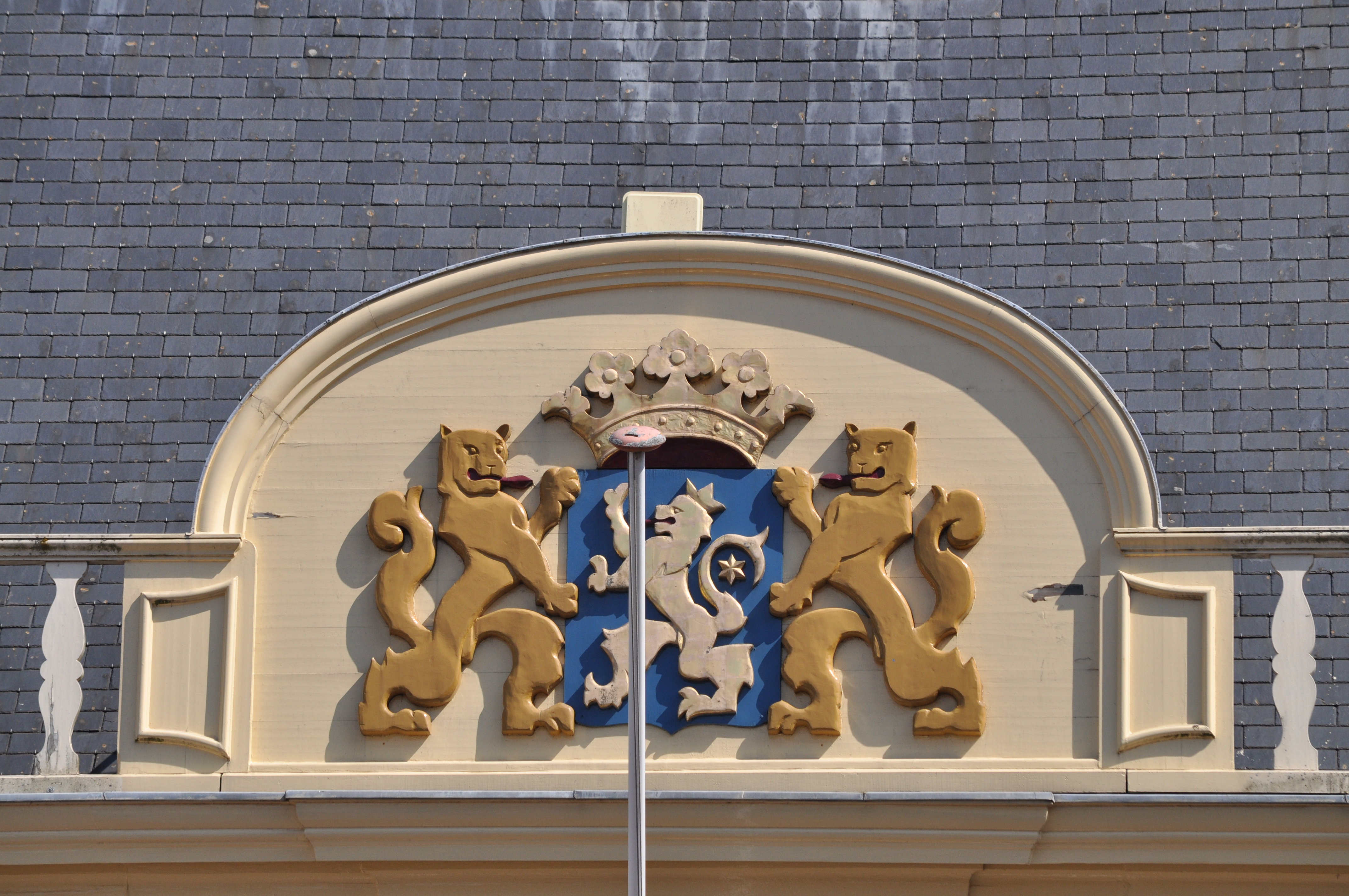
Oude wapenschild op het stadhuis
Het foutieve wapen dat door Hattem gevoerd werd
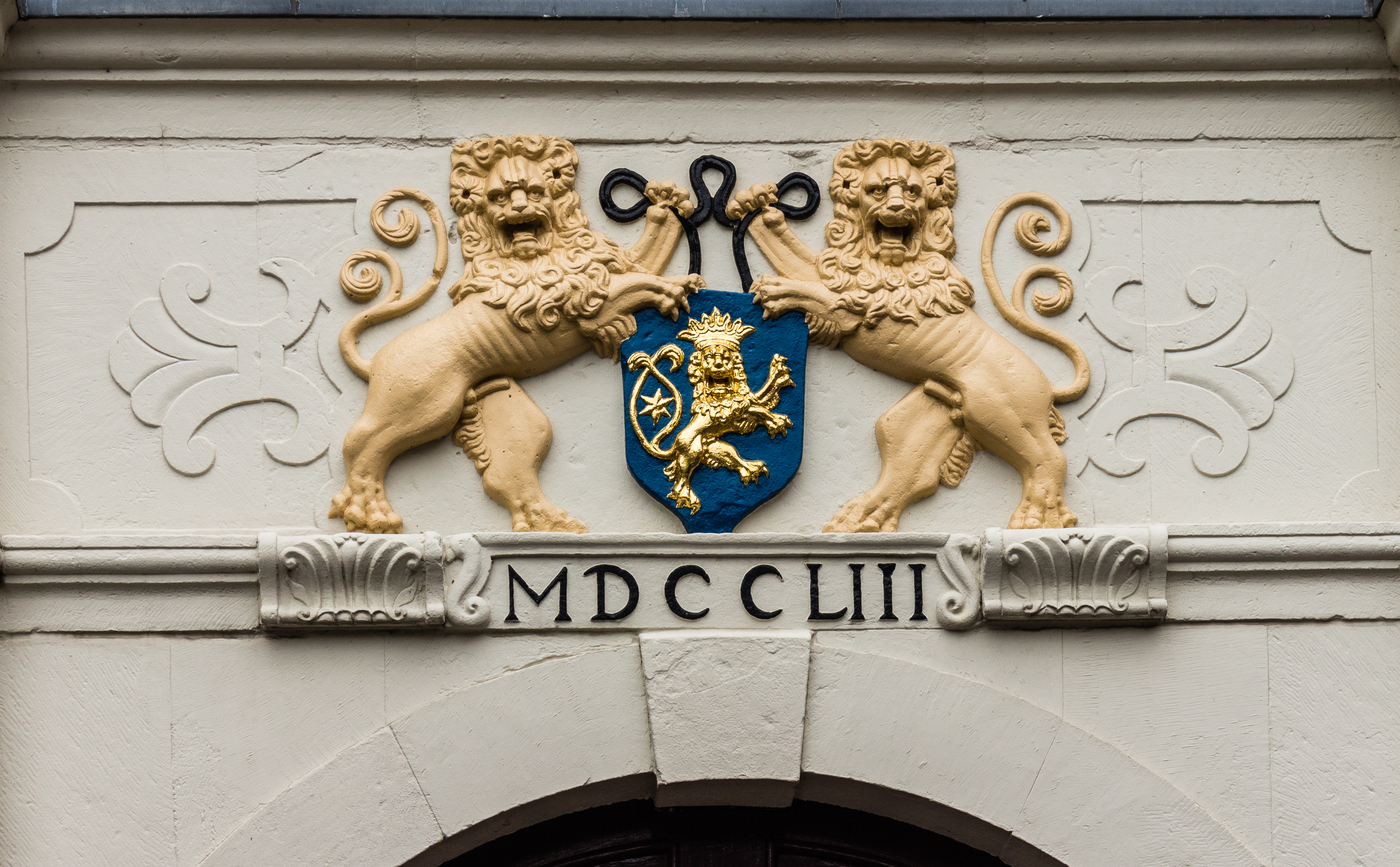
Het wapen uit 1753 aan de toren van de Andreaskerk